# Deudorix littoralis
Deudorix littoralis är en fjärilsart som beskrevs av James John Joicey och Talbot 1916. Deudorix littoralis ingår i släktet Deudorix och familjen juvelvingar. Inga underarter finns listade i Catalogue of Life.

## Bildgalleri

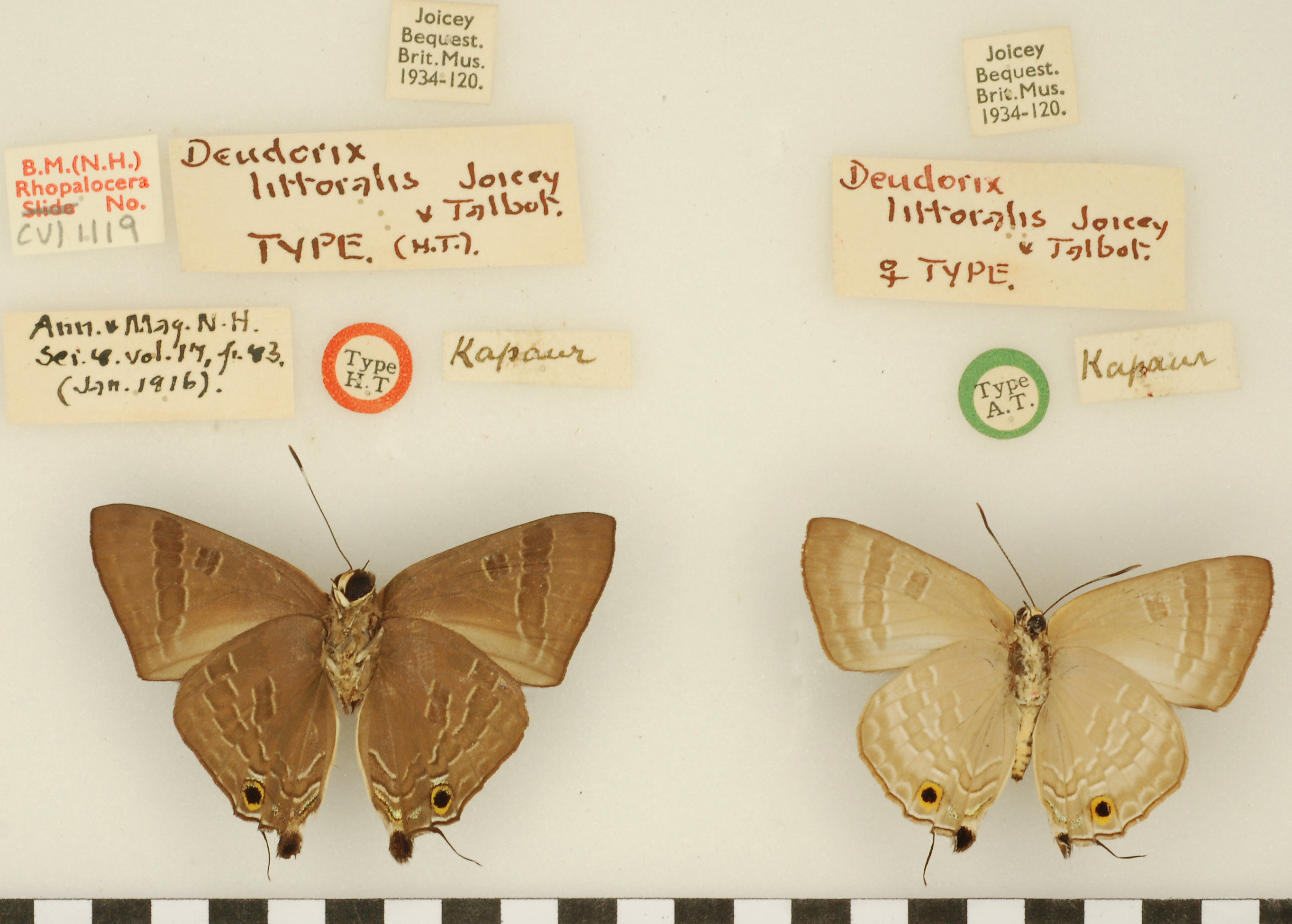
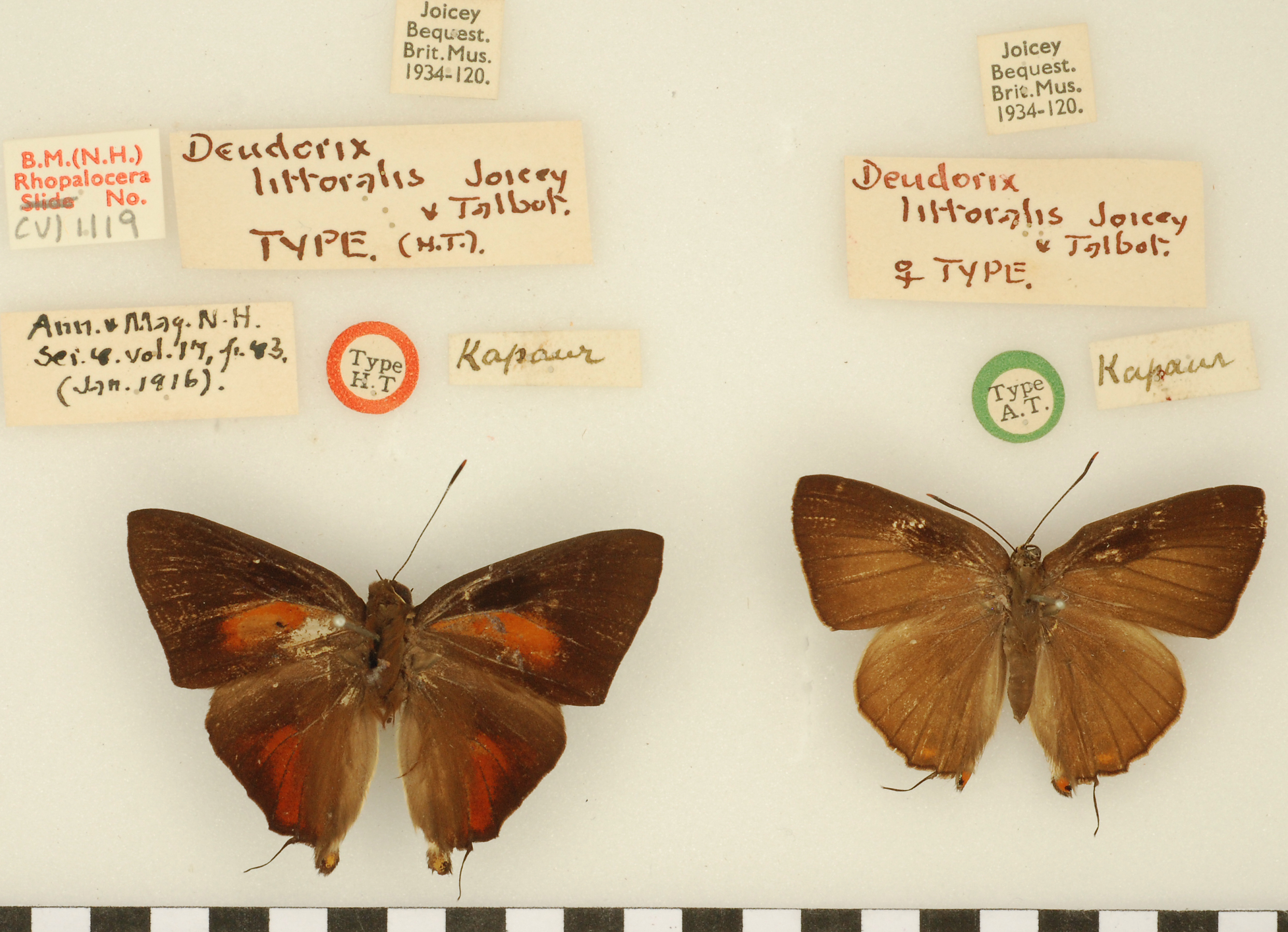